# كريستوفر فون أوكرمان
كريستوفر ألكسندر لويس كاسيلاس فون أوكرمان (21 أكتوبر 1986) (بالإسبانية: Christopher Alexander Luis Casillas von Uckermann) هو مغني وممثل مكسيكي.
بدأ حياته المهنية الممثلة عندما كان عمره عامين فقط في إعلانات تلفزيونية، وأصبح معروفًا في جميع أنحاء العالم بعد أدواره الشهيرة مثل دييغو بوستامينت في مسلسل المتمرد (Rebelde) والآب راميرو فنتورا في سلسلة الويب الرهيبة الخارقة للطبيعة ديابيلو. والده من تيخوانا، المكسيك، أما والدته من ستوكهولم السويد. جدّاه من جهة أمه من برلين ألمانيا.[بحاجة لمصدر]
كان عضواً في فرقة أر بي دي من عام 2004 إلى عام 2009 وكان فناناً منفرداً منذ انفصال الفرقة،بعد إصدار ألبوم واحد في عام 2010، وإصدار ألبومان مصغران في عام 2017 وآخر في 2020.

## وصلات خارجية
- حسابه الرسمي على إنستغرام
- صفحة الفنان على سبوتيفاي